# West Barnes
West Barnes – dzielnica Londynu, w Wielkim Londynie, leżąca w gminie Merton. Leży 16,4 km od centrum Londynu. W 2011 roku dzielnica liczyła 9862 mieszkańców.